# 1661
1661 (MDCLXI) byl rok, který dle gregoriánského kalendáře započal sobotou.

## Události

### Probíhající události
- 1652–1689 – Rusko-čchingská válka
- 1659–1663 – Esopské války

## Věda a kultura
- Robert Boyle získal suchou destilací zimostrázového dřeva metanol
- Ludvík XIV. založil Académie Royale de Danse

## Narození

#### Česko
- 21. dubna – Georg Joseph Kamel, český jezuitský misionář, lékárník a botanik († 2. května 1706)
- 04. května
  - Eleonora Barbora z Thun-Hohenštejna, kněžna z Lichtenštejna († 10. února 1723)
  - Karel Arnošt z Valdštejna, šlechtic († 7. ledna 1713)
- 16. června – Václav Jindřich Nosecký, barokní malíř († 28. května 1732)
- 13. prosince – Christoph Mattern, slezský jezuitský misionář v Indii († 21. května 1721)
- neznámé datum
  - Michael Václav Halbax, rakouský a český barokní malíř († 1. srpna 1711)
  - Martin Josef Matlocius, římskokatolický duchovní a kronikář († 16. února 1727)
  - Ja'akov Reischer, pražský rabín a halachista († únor 1733)

#### Svět
- 05. dubna – pokřtěn Constantijn Francken, vlámský barokní malíř († 12. ledna 1717)
- 13. dubna – Jacques Lenfant, francouzský protestantský duchovní, teolog, historik a spisovatel († 7. srpna 1728)
- 16. dubna – Charles Montagu, 1. hrabě z Halifaxu, britský státník, dvořan a spisovatel († 19. května 1715)
- 24. dubna – Jakub Kray, slovenský právník a politik († 16. prosince 1709)
- 30. dubna – Ludvík Armand I. Bourbon-Conti, francouzský šlechtic a politik († 9. listopadu 1685)
- 06. června – Giacomo Antonio Perti, italský barokní hudební skladatel († 10. dubna 1756)
- 09. června – Fjodor III. Alexejevič, ruský car († 7. května 1682)
- 26. června – Baltazar Fontana, italský barokní sochař a štukatér († 6. října 1733)
- 11. srpna – Takarai Kikaku, japonský básník († 1. dubna 1707)
- 02. září – Georg Böhm, německý varhaník a hudební skladatel († 18. května 1733)
- 27. října – Fjodor Matvejevič Apraxin, ruský admirál († 10. listopadu 1728)
- 01. listopadu – Ludvík Francouzský, velký dauphin († 14. dubna 1711)
- 04. listopadu – Karel III. Filip Falcký, falcký kurfiřt († 31. prosince 1742)
- 06. listopadu – Karel II. Španělský, poslední španělský, neapolský a sicilský král z rodu Habsburků († 1. listopadu 1700)
- 13. listopadu – Erdmuthe Dorotea Sasko-Zeitzská, sasko-merseburská vévodkyně († 29. dubna 1720)
- 18. listopadu – Alžběta Henrieta Hesensko-Kasselská, braniborská princezna a pruská dědička († 7. července 1683)
- 28. listopadu – Dorotea Šarlota Braniborsko-Ansbašská, německá šlechtična († 15. listopadu 1705)
- 05. prosince – Robert Harley, 1. hrabě z Oxfordu, anglický státník († 21. května 1724)
- 18. prosince – Christopher Polhem, švédský vynálezce, mechanik a průmyslník († 30. srpen 1751)
- neznámé datum
  - červenec – Marie Angélique de Scorailles, milenka francouzského krále Ludvíka XIV. († 28. června 1681)
  - prosinec – Simon Harcourt, britský právník a politik († 23. července 1727)
  - Guillaume de l'Hôpital, francouzský matematik († 2. února 1704)
  - Jacob Leyssens, vlámský malíř († 1710)
  - Charles Paulet, 2. vévoda z Boltonu, britský státník a politik († 21. ledna 1722)

## Úmrtí

#### Česko
- 09. května – Alberik Mazák, česko-rakouský hudební skladatel (* 1609)
- 29. června – Dionysio Miseroni, český glyptik a brusič kamenů (* 1607)
- 05. prosince – Mikuláš Desfours, český vojevůdce lotrinského původu (* asi 1588)
- 18. prosince – pohřben Jiří Hozlauer z Hozlau, šlechtic (* kolem 1595)
- neznámé datum
  - Daniel Hesselius z Cetrinberka, římskokatolický duchovní, děkan litoměřické kapituly (* kolem 1600)

#### Svět
- 05. ledna – Šun-č’, druhý císař mandžuské dynastie Čching (* 15. března 1638)
- 09. března – Jules Mazarin, italský kardinál, první ministr Francie (* 1602)
- 23. března – Pieter de Molyn, nizozemský malíř, kreslíř a krajinář (* 1595)
- 04. května – Jean de Cambefort, francouzský hudební skladatel (* 1605)
- 05. května – Karel Stuart, vévoda z Cambridge, syn anglického krále Jakuba II. Stuarta (* 22. října 1660)
- 06. června – Martino Martini, jezuitský misionář v Číně (* 20. září 1614)
- 11. června – Jiří II. Hesensko-Darmstadtský, německý šlechtic a lankrabě (* 17. března 1605)
- 21. června – Andrea Sacchi, italský barokní malíř (* 30. listopadu 1599)
- 29. července – Valerian Magni, diplomat, blízký spolupracovník pražského arcibiskupa Arnošta Harracha (* 15. října)
- 11. září – Jan Fyt, vlámský barokní malíř (* 15. března 1611)
- 12. září – Christoph Bach, německý hudebník (* 19. dubna 1613)
- 09. října – Juraj IV. Druget, župan Užské župy (* 8. června 1633)
- 01. listopadu – Filip Prosper Španělský, španělský princ (* 28. listopadu 1657)
- 02. listopadu – Daniel Seghers, vlámský malíř (* 3. prosince 1590)
- 11. listopadu – David Rijckaert III., vlámský malíř (* 1612)
- neznámé datum
  - říjen – Girard Desargues, francouzský matematik, architekt a inženýr (* 21. února 1591)
  - Hendrick van Balen mladší, vlámský malíř (* 1623)
  - Pieter Claesz, holandský malíř (* 1596/7)

## Hlavy států
- Anglie – Karel II. (1660–1685)
- Francie – Ludvík XIV. (1643–1715)
- Habsburská monarchie – Leopold I. (1657–1705)
- Osmanská říše – Mehmed IV. (1648–1687)
- Polsko-litevská unie – Jan Kazimír II. Vasa (1648–1668)
- Rusko – Alexej I. (1645–1676)
- Španělsko – Filip IV. (1621–1665)
- Švédsko – Karel XI. (1660–1697)
- Papež – Alexandr VII. (1655–1667)
- Perská říše – Abbás II.